# 佐々木正士郎
佐々木 正士郎（ささき しょうじろう、1968年〈昭和43年〉7月3日 - ）は、日本の建設・国土交通官僚。

## 来歴
福岡県福岡市出身。愛光高等学校を経て、1992年（平成4年）3月、東京大学経済学部経済学科を卒業。同年4月、建設省に入省し、都市局都市政策課に配属。その後、国土庁計画・調査局総務課総務係長、建設省建設経済局建設業課係長、建設省大臣官房文書課係長、建設省中部地方建設局総務部人事課長、山形県文化環境部学事振興課長、同総務部総合政策室政策企画課長、国土交通省総合政策局不動産産業課不動産投資市場整備室課長補佐、同局建設業課企画専門官、国土交通省住宅局住宅総合整備課賃貸住宅対策官、同局総務課企画官、国土交通省大臣官房広報課広報企画官、同総務課企画官、国土交通省住宅局総務課民間事業支援調整室長、岡山市政策局副局長（企画調整・東京事務所担当）、同市財政局長、同市理事などを歴任。岡山市では岡山市の重要施策の舵取りを担った。2016年（平成28年）6月30日、岡山市副市長に就任。2018年（平成30年）7月9日まで務めた。その後、国土交通省大臣官房広報課長、国土交通省総合政策局社会資本整備政策課長、同局政策課長などを歴任。
2021年（令和3年）7月1日、道路局次長に就任。2023年（令和5年）9月16日、国土交通省大臣官房付に異動。同日、内閣官房内閣審議官（内閣官房副長官補付）、内閣府地方創生推進事務局審議官を併任。
2024年（令和6年）7月1日、国土交通省大臣官房総括審議官兼国土交通省大臣官房地方室長に就任。
2025年（令和7年）7月1日、国土政策局長に就任。